# Senegals historia

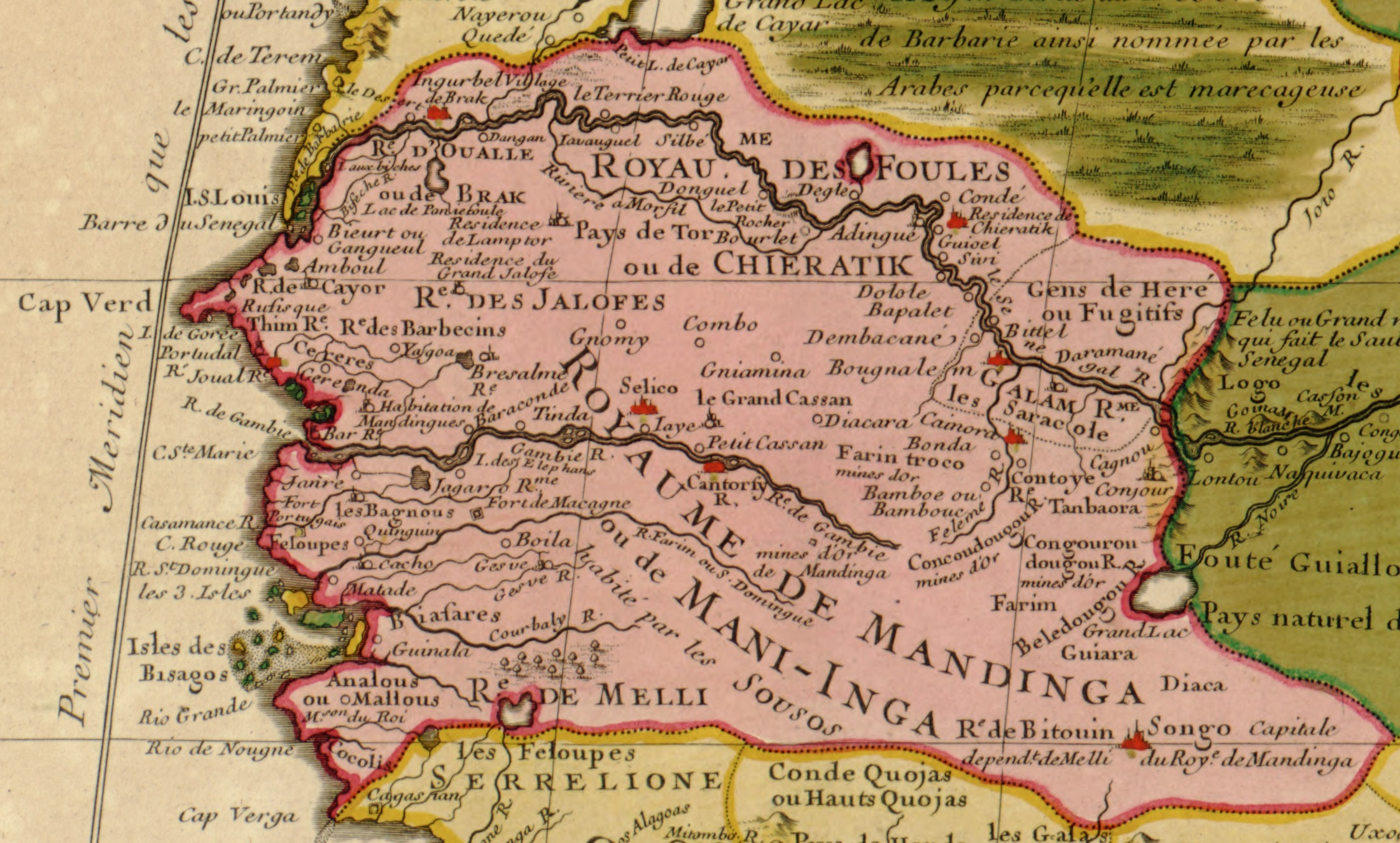
Karta över Senegal av Guillaume Delisle, 1770.

Senegals historia behandlar historien för det geografiska område som idag utgör den Afrikanska staten Senegal.

## Förhistorisk tid
Arkeologiska fynd i området visar att Senegal var bebott redan under sen stenålder. Sedan dess har Senegal haft en brokig historia med kungadömen, klaner, familjeregimer och kolonialism. 
Söder om Kaolack finns gravmonument i sten som vittnar om en högkultur under det första århundradet e.Kr.

## Tidig historia
Från 300-talet till 1300-talet tillhörde Senegals inland olika mäktiga västafrikanska riken.
Under 800-talet och 900-talet fanns i kustlandet ett fulanirike som införde islam i området. Inom det som idag är Senegal existerade under medeltiden flera kungadömen. I norr upprättades staten Tekrur, i söder slogs under 1300-talet flera olika wolofriken samman till staten Djolof som bestod i olika former fram till 1600-talet.. Under senmedeltiden behärskades de östra delarna av Maliriket.

## Kolonialtiden
1445 kom portugiserna till området och slog sig ner på ön Gorée utanför Dakar. Något senare anlände även nederländare till området.. Handeln med gummi var en av anledningarna till att många europeiska länder lockades just hit och flera handelsstationer anlades längs med kusten
För att kunna konkurrera med portugiserna grundade fransmännen 1659 handelsstationen Saint-Louis på en ö vid Senegalflodens utlopp.
Mellan 1758 och 1815 var de franska besittningarna i landet flera gånger i britternas händer. 1815 erkändes franska Senegal som en fransk koloni vid Wienkongressen. Frankrike påbörjade ett arbete med assimilering av den franska befolkningen för att på sikt kunna inlemma Senegal med moderlandet. Arbete skedde bland annat med att utveckla utbildningsväsendet.  Under 1850-talet började fransmännen utvidga sin kontroll i området så att det även kom att omfatta inlandet. Detta möttes delvis av väpnat motstånd från lokala och religiösa ledare.
1857 grundades Dakar som snart växte om den dåvarande huvudstaden Saint-Louis. 1895 blev Dakar säte för generalguvernören över alla Frankrikes besittningar i Västafrika. Samtidigt blev Senegal en del av Franska Västafrika. Dakar var under kolonialtiden den viktigaste hamnen för transport av slavar till Amerika och det största arbetet skedde på ön Gorée, cirka 20 minuter från Dakars kust.

### Gorée
Ön Gorée låg 20 minuter från staden Dakar utanför Senegals kust. Gorée blev den största omlastningsplatsen för människor under slavhandeln från 1400- till 1800-talet. Gorée var den sista utposten för de slavar som skickades till USA, Kuba och Sydamerika. Slavhandeln hanterades av den privilegierade signareklassen, avkomlingar av afrikanska kvinnor och fransmän. Gorée styrdes i tur och ordning av Portugal, Nederländerna, Storbritannien och Frankrike och bebyggelsen karakteriseras av de stora kontrasterna mellan slavkvarteren och slavhandlarnas eleganta bostäder.
1978 blev Gorée ett världsarv.

## Självständighetstiden
Frankrikes medvetna assimilationspolitik bidrog till framväxten av en utbildad inhemsk elit, som krävde att få ta del av den politiska makten. Efter andra världskriget fick senegaleserna franskt medborgarskap och landet krävde senare att få bli självständigt från Frankrike. 1958 fick Senegal självstyre och blev en autonom republik inom det nybildade Franska Samväldet. 1959 bildade Sudan, tillsammans med Franska Sudan (sedermera Mali), Malifederationen. Malifederationen blev självständigt från Frankrike 4 april 1960. Federationen upplöstes den 20 augusti samma år, varvid Senegal blev en helt självständig stat. 
Senegals första president var Léopold Senghor som ledde det socialdemokratiska partiet Parti socialiste du Sénégal (PS). Han har bland annat givit namn till Dakars flygplats. Senegal var under åren 1966-76 en enpartistat, men ändå lades under dessa år grunden till utvecklingen av en av Afrikas stabilaste politiska demokratier. 1976 tilläts tre partier ställa upp i val, men Senghors parti segrade ändå överlägset. Vid Senghors avgång 1980 efterträddes han av premiärminister Abdou Diouf. 

## Det demokratiska Senegal
Abdou Diouf tillträdde som president 1981. Under hans styre skrevs en ny författning och partibildningen släpptes fri och oppositionspartier tilläts delta i regeringsarbetet. 
1982 bildade Senegal och Gambia konfederationen Senegambia. Konfederationen innebar bland annat bättre kommunikationer mellan länderna, och det uttalade målet var att ingå en union. Integrationen av de två länderna blev aldrig genomförd och då Gambia vägrade att gå vidare mot union upplöstes konfederationen 1989. Senegal har dock fortfarande ett stort inflytande över det mindre grannlandet.
Senegal har varit relativt fritt från de konflikter som många andra afrikanska stater upplevt. Vissa oroligheter har märkts inför val, men i huvudsak har problemen varit små. Parlamentsvalet 2001, då Parti socialiste du Sénégal (PS) reducerades till tredje största parti, hyllades som ett av de mest välgenomförda och korrekta valen i Afrika. 
Den allvarligaste konflikten i Senegal idag finns i södra delen av landet, Casamance. Trots fredssamtal strider här en separatistgrupp sporadiskt sedan 1982 mot regeringstrupperna. Periodvis har många människoliv skördats men medling har skett och ett formellt fredsavtal undertecknades 2004.